# پلاک وسایل نقلیه استان اصفهان
کدهای استان اصفهان ۱۳، ۲۳، ۴۳، ۵۳ و ۶۷ است. در خودروهای عمومی، تاکسی‌ها و خودروهای دولتی حرف پلاک همیشه یکسان است. اما در خودروهای شخصی هر حرف بستگی به شهری دارد که پلاک خودرو در آن ثبت شده است.
پلاک عمومی ایران ۱۳ فکی شده درحال واگذاری است

## ۱۳ مرکز استان (اصفهان)
| ۱۳ | ۳۴۵ 12 |

۱۳ کد شهرستان اصفهان و همه حروف مربوط به این شهرستان است.
| حروف | نوع پلاک         | وضعیت واگذاری                                     |
| ---- | ---------------- | ------------------------------------------------- |
| الف  | دولتی            | سرشماره ۴۱ درحال واگذاری                          |
| ب    | اصفهان (۱)       | پایان شماره‌گذاری                                  |
| ت    | تاکسی (۱)        | سرشماره ۹۱ درحال واگذاری                          |
| ج    | اصفهان (۲)       | پایان شماره‌گذاری                                  |
| د    | اصفهان (۳)       | پایان شماره‌گذاری                                  |
| ژ    | جانبازان معلولین | سرشماره ۱۳ درحال واگذاری سرشماره ۵۳ درحال واگذاری |
| س    | اصفهان (۴)       | پایان شماره‌گذاری                                  |
| ص    | اصفهان (۵)       | پایان شماره‌گذاری                                  |
| ط    | اصفهان (۶)       | پایان شماره‌گذاری                                  |
| ع    | عمومی (۱)        | پایان شماره‌گذاری                                  |
| ق    | اصفهان (۷)       | پایان شماره‌گذاری                                  |
| ک    | کشاورزی          | سرشماره ۶۳ درحال واگذاری                          |
| ل    | اصفهان (۸)       | پایان شماره‌گذاری                                  |
| م    | اصفهان (۹)       | پایان شماره‌گذاری                                  |
| ن    | اصفهان (۱۰)      | پایان شماره‌گذاری                                  |
| و    | اصفهان (۱۱)      | پایان شماره‌گذاری                                  |
| ه    | اصفهان (۱۲)      | پایان شماره‌گذاری                                  |
| ی    | اصفهان (۱۳)      | پایان شماره‌گذاری                                  |

## ۲۳ استان اصفهان
| ۲۳ | ۳۴۵ 12 |

| حروف | شهرستان                | وضعیت واگذاری            |
| ---- | ---------------------- | ------------------------ |
| ب    | کاشان (۱)              | پایان شماره‌گذاری         |
| ت    | تاکسی (۲)              | ذخیره                    |
| ج    | نجف‌آباد (۱)            | پایان شماره‌گذاری         |
| د    | شهرضا (۱)              | پایان شماره‌گذاری         |
| س    | خمینی‌شهر (۱)           | پایان شماره‌گذاری         |
| ص    | گلپایگان               | پایان شماره‌گذاری         |
| ط    | نطنز                   | پایان شماره گذاری        |
| ع    | عمومی (۲)              | پایان شماره‌گذاری         |
| ق    | اردستان                | سرشماره ۸۲ درحال واگذاری |
| ل    | خوانسار (۱)، کاشان (۴) | پایان شماره گذاری        |
| م    | نایین، خور و بیابانک   | پایان شماره گذاری        |
| ن    | سمیرم                  | سرشماره ۷۵ درحال واگذاری |
| و    | فریدون‌شهر              | پایان شماره گذاری        |
| ه    | فلاورجان (۱)           | پایان شماره‌گذاری         |
| ی    | لنجان (۱)              | پایان شماره‌گذاری         |

## ۴۳ استان اصفهان
| ۴۳ | ۳۴۵ 12 |

| حروف | شهرستان                        | وضعیت واگذاری            |
| ---- | ------------------------------ | ------------------------ |
| ب    | فریدن، چادگان، بوئین و میاندشت | پایان شماره گذاری        |
| ج    | مبارکه ۱                       | پایان شماره گذاری        |
| د    | شاهین‌شهر و میمه، برخوار ۱      | پایان شماره گذاری        |
| س    | آران و بیدگل                   | پایان شماره گذاری        |
| ص    | تیران و کرون                   | سرشماره ۸۱ درحال واگذاری |
| ط    | مبارکه ۲                       | سرشماره ۸۸ درحال         |
| ع    | عمومی ۳                        | پایان شماره گذاری        |
| ق    | دهاقان                         | سرشماره ۷۷ درحال واگذاری |
| ل    | شاهین‌شهر و میمه، برخوار ۲      | پایان شماره‌گذاری         |
| م    | نجف آباد ۲                     | پایان شماره‌گذاری         |
| ن    | خمینی شهر ۲                    | پایان شماره‌گذاری         |
| و    | کاشان ۲                        | پایان شماره‌گذاری         |
| ه    | لنجان ۲                        | پایان شماره‌گذاری         |
| ی    | فلاورجان ۲                     | پایان شماره‌گذاری         |

## ۵۳ استان اصفهان
| ۵۳ | ۳۴۵ 12 |

| حروف | شهرستان                     | وضعیت واگذاری              |
| ---- | --------------------------- | -------------------------- |
| ب    | اصفهان(۱۴)                  | پایان شماره گذاری          |
| ج    | اصفهان(۱۵)                  | پایان شماره گذاری          |
| د    | اصفهان(۱۶)                  | پایان شماره گذاری          |
| س    | اصفهان(۱۷)                  | پایان شماره گذاری          |
| ص    | اصفهان(۱۸)                  | پایان شماره گذاری          |
| ط    | شهرضا(۲)                    | پایان شماره گذاری          |
| ع    | عمومی (۴)                   | سر شماره ۷۸ در حال واگذاری |
| ق    | اصفهان(۱۹)                  | پایان شماره‌گذاری           |
| ل    | اصفهان(۲۰)                  | پایان شماره‌گذاری           |
| م    | شاهین شهر و میمه، برخوار(۳) | پایان شماره‌گذاری           |
| ن    | نجف آباد(۳)                 | پایان شماره‌گذاری           |
| و    | اصفهان(۲۱)                  | پایان شماره گذاری          |
| ه    | کاشان(۳)                    | پایان شماره‌گذاری           |
| ی    | خمینی شهر(۳)                | پایان شماره گذاری          |

## ۶۷ استان اصفهان
| ۶۷ | ۳۴۵ 12 |

| حروف | شهرستان                    | وضعیت واگذاری            |
| ---- | -------------------------- | ------------------------ |
| ب    | اصفهان(۲۲)                 | پایان شماره گذاری        |
| ج    | اصفهان(۲۳)                 | پایان شماره گذاری        |
| د    | اصفهان(۲۴)                 | پایان شماره گذاری        |
| س    | اصفهان(۲۵)                 | پایان شماره گذاری        |
| ص    | لنجان (۳) و فلاورجان(۳)    | پایان شماره گذاری        |
| ط    | اصفهان (۲۶)                | پایان شماره گذاری        |
| ع    | عمومی ۵                    | ذخیره                    |
| ق    | شاهین شهر و میمه، برخوار ۴ | پایان شماره گذاری        |
| ل    | اصفهان(۲۷)                 | پایان شماره گذاری        |
| م    | نجف آباد(۴)                | پایان شماره گذاری        |
| ن    | اصفهان(۲۸)                 | پایان شماره گذاری        |
| و    | اصفهان(۲۹)                 | پایان شماره گذاری        |
| ه    | اصفهان (۳۰)                | سرشماره ۶۴ درحال واگذاری |
| ی    | کاشان (۴)                  | سرشماره ۲۵ درحال واگذاری |

## پلاک‌ها به صورت جدولی در یک نگاه
| حرف | ۱۳        | ۲۳                | ۴۳             | ۵۳          | ۶۷                 |
| --- | --------- | ----------------- | -------------- | ----------- | ------------------ |
| ب   | اصفهان ۱  | کاشان ۱           | فریدن          | اصفهان ۱۴   | اصفهان ۲۲          |
| ج   | اصفهان ۲  | نجف‌آباد ۱         | مبارکه ۱       | اصفهان ۱۵   | اصفهان ۲۳          |
| د   | اصفهان ۳  | شهرضا ۱           | شاهین‌شهر ۱     | اصفهان ۱۶   | اصفهان ۲۴          |
| س   | اصفهان ۴  | خمینی شهر ۱       | آران و بیدگل ۱ | اصفهان ۱۷   | اصفهان ۲۵          |
| ص   | اصفهان ۵  | گلپایگان ۱        | تیران و کرون ۱ | اصفهان ۱۸   | لنجان و فلاورجان ۳ |
| ط   | اصفهان ۶  | نطنز ۱            | مبارکه ۲       | شهرضا ۲     | اصفهان ۲۶          |
| ق   | اصفهان ۷  | اردستان ۱         | دهاقان ۱       | اصفهان ۱۹   | شاهین‌شهر ۴         |
| ل   | اصفهان ۸  | خوانسار ۱ کاشان ۴ | شاهین‌شهر ۲     | اصفهان ۲۰   | اصفهان ۲۷          |
| م   | اصفهان ۹  | نایین ۱           | نجف آباد ۲     | شاهین‌شهر ۳  | نجف آباد ۴         |
| ن   | اصفهان ۱۰ | سمیرم ۱           | خمینی شهر ۲    | نجف آباد ۳  | اصفهان ۲۸          |
| و   | اصفهان ۱۱ | فریدون‌شهر ۱       | کاشان ۲        | اصفهان ۲۱   | اصفهان ۲۹          |
| ه‍   | اصفهان ۱۲ | فلاورجان ۱        | لنجان ۲        | کاشان ۳     | اصفهان ۳۰          |
| ی   | اصفهان ۱۳ | لنجان ۱           | فلاورجان ۲     | خمینی شهر ۳ | کاشان ۵            |

## پلاک موتورسیکلت
۶۱۸ |
۶۱۹ |
۶۲۱ |
۶۲۲ |
۶۲۳ |
۶۲۴ |
۶۲۵ |
۶۲۶ |
۶۲۷ |
۶۲۸ |
۶۲۹ |
۶۳۱ |
۶۳۲ |
۶۳۳ |
۶۳۴ |
۶۳۵ |
۶۳۶ |
۸۶۳ |
۸۶۴ |
۸۶۵ |
۸۶۶ |